# Туман-бей II аль-Ашраф
Туман-бей II аль-Ашраф (1473 — 15 квітня 1517) — останній мамелюкський султан Єгипту з черкеської династії Бурджитів.

## Життєпис
Був черкеського походження. Народився близько 1475 року. Був куплений еміром Кансухом аль-Гаурі, який подарував його султану Кайтбею. Був його рабом і мамлюком. 1496 року новий султан Мухаммад II ан-Насір звільнив Туман-бея, надавши йому власній та коней. 1501 року після сходження на трон Кансуха аль-Гурі призначається еміром деяти. 1505 року отримує посаду еміра табдахані (командуючого 40 мамлюками), а наступного року — еміром тисячі. 1509 року призначається великим давадаром (головним султанським радником і секретарем). 1510 року стає біаліас-тідаріата (керівника почту та слуг султана),  1512 року — еміром аль-хаджем (командувачем паломництва до Мекки). Того року його в хаджі супроводжувала велика кількість відомих осіб, включаючи емірів, які очолювали тисячі, групу єгипетських вождів та деяких бедуїнських шейхів. Коли караван повернувся до Каїра 1513 року, то йому було надано титул еміра. 1515 року отримує посаду аиабегом в Єгипті, а 1516 року — наїбом ас-салтана (на кшталт віцесултана) в Єгипті та Сирії.
У вересні 1516 року, після загибелі свого дядька Кансуха, Туман-бей був обраний новим султаном Єгипту й очолив боротьбу проти османської армії Селіма I, що окупувала Сирію та наступала на Єгипет.
Вирішив вести війну до переможного кінця та відмовився вести перемовини з Селімом, вбивши османських посланців. Туман-бей зібрав мамелюкські загони, що вціліли, заручився підтримкою бедуїнських шейхів та почав виготовляти гармати.
У грудні 1516 року 10-тисячний мамелюкський авангард під командуванням колишнього намісника Дамаска Джанберді аль-Газалі був розбитий османами у битві при Бейсані у Палестині. В середині січня 1517 року османська армія під командуванням султана Селіма I, пройшовши скрізь Синайську пустелю увірвалась до Єгипту та окупувала дельту Нілу. Османський султан видав заклик до єгипетського народу, де обіцяв населенню амністію, гарантував недоторканість особи та майна і заявив, що прийшов воювати лише з мамелюками. Просте населення (селяни та міська біднота) радісно вітали османів. Туман-бея підтримали тільки мамелюки й бедуїни.
Туман-бей зі своїми силами укріпився під Каїром. Він зарахував до своєї армії шість тисяч чорношкірих рабів, випустив з в'язниць злодіїв та роздав зброю багатим містянам. Султан зміг зібрати під своїм командуванням до 40 тисяч осіб, у тому числі 20 тисяч мамелюків і бедуїнів.
22 січня 1517 року відбулась вирішальна Битва при Райданіє (північне передмістя Каїра). Османи знищили вогнем мамелюкську артилерію, а потім оточили і розбили мамелюкську армію. Сам Туман-бей зі своїми мамелюками виявив дива хоробрості, врубаючись до гущі ворогів. Він особисто убив великого візира Сінана Юсуф-пашу. Втративши у битві 20 тисяч воїнів, Туман-бей з рештками свого війська у безладі відступив, а османська армія зайняла Каїр. У бою під стінами столиці 23 січня загинуло багато мамелюкських емірів.
Вночі 29 січня 1517 року Туман-бей з невеликим загоном мамелюків раптово увірвався до Каїра та розв'язав вуличні бої, що тривали три дні. Загинуло близько 50 тисяч жителів. Коли османи нарешті взяли гору, султан Селім I Грізний наказав стратити 800 полонених мамелюкських беїв.
Після підкорення османами Каїру, Александрія та інші міста Нижнього Єгипту почали виганяти мамелюкські гарнізони. Єгипетське населенні виявляло покору і лояльність до османського султана Селіма І. Спираючись на бедуїнські племена та мамелюків, які прибули з віддалених провінцій Верхнього Єгипту, Туман-бай продовжив боротьбу проти османів, утім сили противників були нерівними. Мамелюкська кіннота не могла вистояти проти залпів османської артилерії. Невдовзі між бедуїнами та мамелюками почались суперечки. Бедуїнські шейхи вважали подальшу боротьбу безглуздою, залишали Туман-бея та прагнули укласти угоди з османами.
2 квітня 1517 року Туман-бей прорвався до Нижнього Єгипту та в околицях Каїру вступив в останній бій з османами, де зазнав остаточної поразки. Сам мамелюкський султан вирішив сховатись у свого друга, бедуїнського шейха, який зрадив його та видав османському султану. 15 квітня того ж року останній мамелюкський султан Єгипту був підвішений за ребра на гаку під аркою воріт Каїра.